# Esterol 14-demetilase
Esterol 14-demetilase é uma enzima que catalisa a reação química: obtusifoliol + 3 O2 + 3 NADPH + 3 H+ {\displaystyle \rightleftharpoons } 4alpha-methyl-5alpha-ergosta-8,14,24(28)-trien-3beta-ol + formiato + 3 NADP+ + 4 H2O.
Os quatro substratos desta enzima são o obtusifoliol, O2, NADPH, e H+, e os quatro produtos são 4alpha-methyl-5alpha-ergosta-8,14,24(28)-trien-3beta-ol, formiato, NADP+, e H2O.
Esta enzima pertence a família das oxidoredutases e participa na biossíntese dos esteroides.